# Frohntaler Hammer
Der Frohntaler Hammer ist noch in geringen Resten im Eifgental erhalten und liegt am Eifgenbach nördlich der Kläranlage Wermelskirchen, westlich von Eipringhausen und südlich des Eifgenstadions in Nordrhein-Westfalen.

## Geschichte

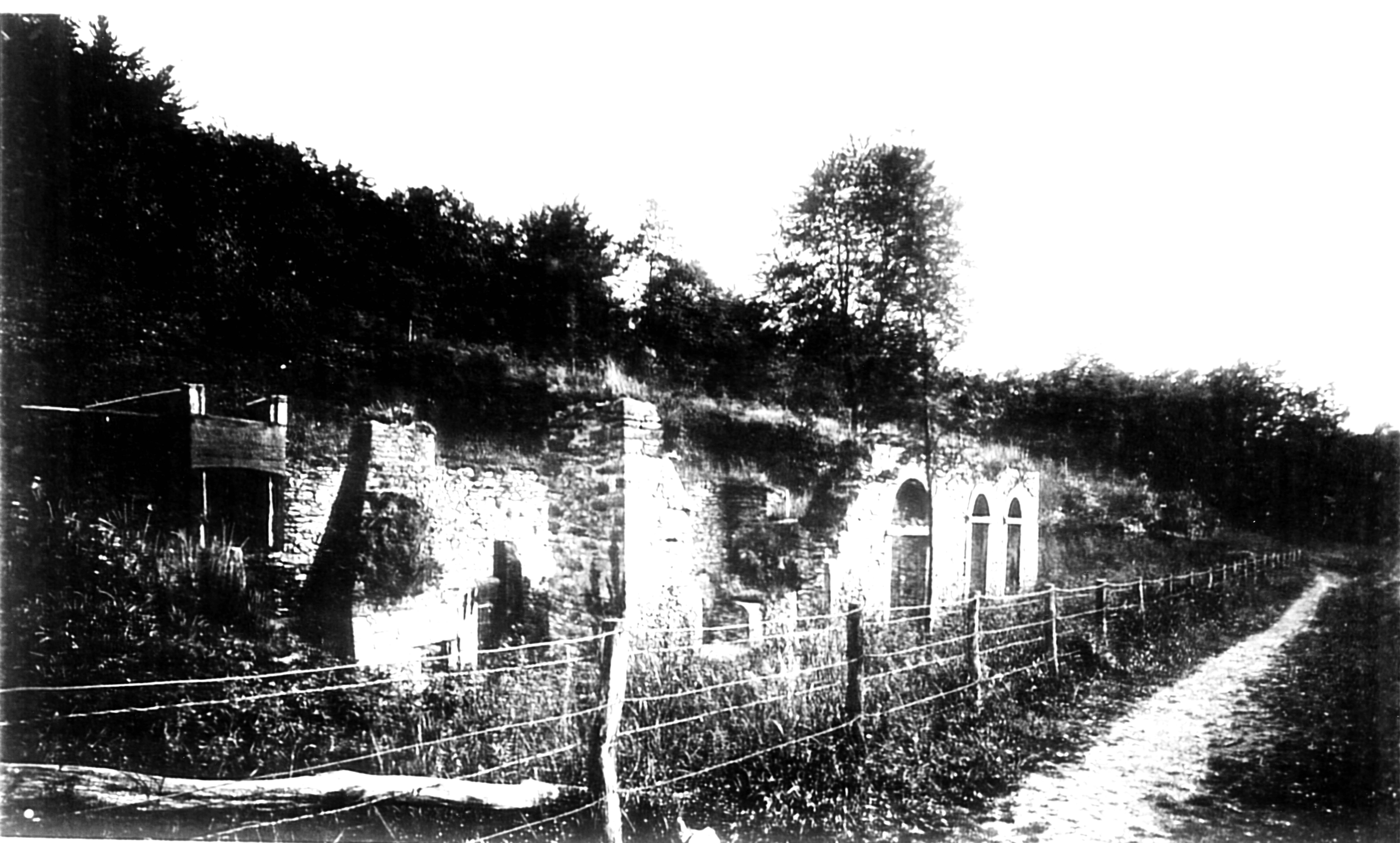
Frohntaler Hammer um 1900

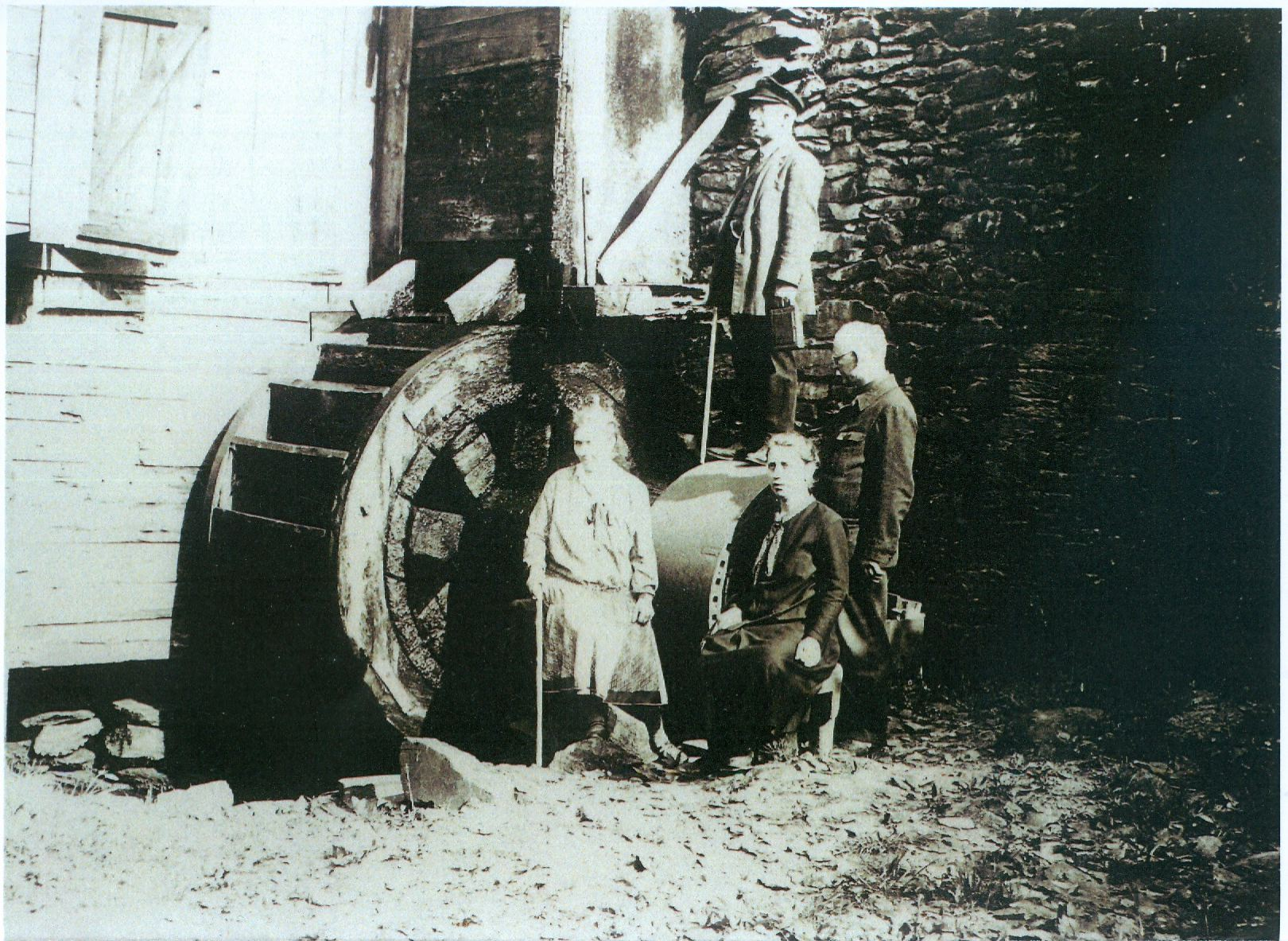
Frohntaler Hammer vor 1900

Im Urkataster von 1828 bis 1830 besaßen Wilhelm Kalthof und Gottlieb Tiefenthal auf Stockhausen, Wiesenland noch ohne Haus in Flur 6 Parzelle 74.
Im Jahr 1838 verkauften Arnold vom Stein und Gottlieb Tiefenthal an Johann Arnold Frowein, zur Neuenhöhe wohnhaft, das neu erbaute Fabrikgebäude, das dieser bereits 1838 an seinen Bruder Johann Wilhelm Frowein für 4000 Taler verkaufte.
Das 1843 abgebrannte, mittlerweile als Tuchfabrik geführte Haus mit Walkmühle sollte durch den neuen Besitzer Arnold vom Stein aus Kenkhausen wiederhergestellt werden.
1863 verkaufte der Arnold vom Stein für 2500 Taler an Abraham Jaspers, Schmied aus Cronenberg. Im Jahr 1905 wurde das Hammerwerk als abgebrannt bezeichnet. Im Jahre 1921 stellte die Stadt Wermelskirchen einen Antrag zur Wiederinbetriebnahme.